# نیکلاس جان
نیکلاس جان (انگلیسی: Niklas Jahn؛ زادهٔ ۱۹ ژانویهٔ ۲۰۰۱) بازیکن فوتبال است.
از باشگاه‌هایی که در آن بازی کرده‌است می‌توان به باشگاه فوتبال کارل زایس ینا اشاره کرد.